# Castelvisconti
Castelvisconti ist eine Gemeinde (comune) in der Lombardei, Italien, mit 311 Einwohnern (Stand 31. Dezember 2023) in der Provinz Cremona. Die Gemeinde liegt etwa 19,5 Kilometer nordnordöstlich von Cremona am Oglio und am Parco dell'Oglio Nord und grenzt unmittelbar an die Provinz Brescia. 

## Geschichte
Urkundlich erstmals erwähnt wird die Gemeinde 995 an der damaligen Grenze der Einflussbereiche Mailands und Venedigs. 